# Metamorphina
Metamorphina es un género de foraminífero bentónico de la familia Telamminidae, de la superfamilia Psammosphaeridae, del suborden Saccamminina y del orden Astrorhizida. Su especie tipo es Webbinella tholus. Su rango cronoestratigráfico abarca desde el Silúrico hasta el Devónico.

## Discusión
Clasificaciones previas incluían Metamorphina en la superfamilia Hormosinoidea, así como en el suborden Textulariina del orden Textulariida, o bien en el orden Lituolida.

## Clasificación
Metamorphina incluye a las siguientes especies:
- Metamorphina imbricata †
- Metamorphina tholus †